# Eustenancistrocerus amadanensis
Eustenancistrocerus amadanensis är en stekelart som först beskrevs av Henri Saussure 1856.  Eustenancistrocerus amadanensis ingår i släktet Eustenancistrocerus och familjen Eumenidae.

## Underarter
Arten delas in i följande underarter:
- E. a. transitorius
- E. a. mauritaniensis